# 신시아 해리스
신시아 해리스(영어: Cynthia Harris, 1934년 8월 9일~2021년 10월 3일)는 미국의 배우이다.

## 출연작

### 영화
- 맨발의 이사도라 (1968)
- Reuben, Reuben (1983)
- 뉴욕 세 남자와 아기 (1987)
- 마네킨 2 (1991)
- 제이제이 (1992)
- The Secret of Anastasia (1997) - 애니메이션
- 즐거운 인생 (1998, Life of the Party: The Pamela Harriman Story)
- I Do & I Don't (2007)

### 텔레비전
- 형사 Q (1982)
- L.A. 로 (1986-87)
- 로앤오더: 범죄 전담반 (1991-1993; 1997)
- 결혼 이야기 (1993-99, 2019)
- 레스큐 미 (2004-07)